# 포드 쿠가
포드 쿠가(Ford Kuga)는 미국의 자동차 제조 회사인 포드가 생산, 판매하는 전륜구동 기반의 준중형 스포츠 유틸리티 자동차이다.

## 경쟁 차종
- 현대자동차 - 투싼
- 기아자동차 - 스포티지
- 쉐보레 - 이쿼녹스
- 쌍용자동차 - 코란도
- 토요타 - RAV4
- 혼다 - CR-V
- 폭스바겐 - 티구안
- 지프 - 컴패스
- 닛산 - 캐시카이